# بطولة العالم لسباق الدراجات على الطريق 2013
بطولة العالم لسباق الدراجات على الطريق 2013 هي الدورة ال86 من بطولة العالم لسباق الدراجات على الطريق، أجريت في فلورنسا، إيطاليا. في الفترة 22–29 سبتمبر 2013.

## النتائج النهائية
| المسابقة                    | ذهبية                       | فضية                            | برونزية                        |
| --------------------------- | --------------------------- | ------------------------------- | ------------------------------ |
| الرجال                      |                             |                                 |                                |
| سباق الطريق ضد الساعة       | روي كوستا (دراج) (البرتغال) | خواكيم رودريغيث (إسبانيا)       | أليخاندرو بالبيردي (إسبانيا)   |
| سباق الطريق المداري         | طوني مارتين (ألمانيا)       | برادلي ويغينز (المملكة المتحدة) | فابيان كانسيليرا (سويسرا)      |
| سباق الطريق ضد الساعة للفرق | Omega Pharma-Quick Step     | Orica-GreenEDGE                 | Team Sky                       |
| السيدات                     |                             |                                 |                                |
| سباق الطريق ضد الساعة       | إيلين فان دايك (هولندا)     | ليندا فيلومسين (نيوزيلندا)      | كارمن سمال (الولايات المتحدة)  |
| سباق الطريق المداري         | ماريان فوس (هولندا)         | إيما جوهانسون (السويد)          | روسيلا راتو (إيطاليا)          |
| سباق الطريق ضد الساعة للفرق | Specialized–lululemon       | Rabobank-Liv Giant              | Orica-AIS                      |
| رجال أقل من 23 سنة          |                             |                                 |                                |
| سباق الطريق المداري         | ماتج موهوريك (سلوفينيا)     | لويس مينتيس (جنوب أفريقيا)      | سوندر هولست إنجر (النرويج)     |
| سباق الطريق ضد الساعة       | داميان هاوسون (أستراليا)    | Yoann Paillot ‏ (فرنسا)          | لاسي نورمان هانسن (الدنمارك)   |
| شبان                        |                             |                                 |                                |
| سباق الطريق المداري         | ماثيو فان دير بيل (هولندا)  | Mads Pedersen (الدنمارك)        | Iltjan Nika ‏ (ألبانيا)         |
| سباق الطريق ضد الساعة       | Igor Decraene ‏ (بلجيكا)     | Mathias Krigbaum ‏ (الدنمارك)    | Zeke Mostov (الولايات المتحدة) |
| شابات                       |                             |                                 |                                |
| سباق الطريق المداري         | أمالي ديديريكسن (الدنمارك)  | Anastasia Chursina ‏ (روسيا)     | Olena Demydova ‏ (أوكرانيا)     |
| سباق الطريق ضد الساعة       | Severine Eraud (فرنسا)      | الكسندرية نيكولز (أستراليا)     | الكسندرا مانلي (أستراليا)      |